# Glen Milton Storr
Glen Milton Storr (* 22. Dezember 1921 in Adelaide; † 26. Juni 1990) war ein australischer Reptilienforscher (Herpetologe) und Vogelkundler (Ornithologe).
Storr war ab 1939 als Landvermesser und Zeichner am South Australian Lands Department (unterbrochen vom Wehrdienst im Zweiten Weltkrieg). 1947 wurde er lizenzierter Landvermesser. Ab 1953 studierte er an der University of Western Australia, an der er 1960 promoviert wurde und bis 1962 über Kängurus forschte. Storr war ab 1962 Assistenz-Kurator und ab 1963 Kurator für Wirbeltiere beim Western Australian Museum in Perth, an dem er 1965 Kurator für Ornithologie und Herpetologie wurde.
Storr arbeitete an der Katalogisierung der Vögel und Reptilien von West-Australien. Er erstbeschrieb 179 Arten von Reptilien. Mehrere Reptilien wurden ihm zu Ehren benannt (Carlia storri (Ingram & Covacevich, 1989), Ctenotus storri (Rankin, 1978), Lerista storri (Greer, McDonald & Lawrie, 1983), Morethia storri (Greer, 1980), Varanus storri (Mertens, 1966)).